# سیارک ۱۶۰۷۶
سیارک ۱۶۰۷۶ (به انگلیسی: 16076 Barryhaase، نامگذاری:1999RV131) شانزده هزار و هفتاد و ششمین سیارک کشف شده‌است که در ۹ سپتامبر ۱۹۹۹ کشف شد.
قدر مطلق سیارک برابر ۲۰.۴ است.